# Квітнева сільська рада (Коростишівський район)
Квітнева сільська рада (до 1946 року — Войташівська сільська рада, до 1963 року — Дубовецька сільська рада) — колишня адміністративно-територіальна одиниця та орган місцевого самоврядування у Коростишівському районі Волинської округи, Київської й Житомирської областей Української РСР та України з адміністративним центром у с. Квітневе.

## Населені пункти
Сільській раді підпорядковувались населені пункти:
- с. Квітневе
- с. Антонівка
- с. Браженець
- с. Красилівка
- с. Царівка

## Населення
Відповідно до результатів перепису населення СРСР, кількість населення ради, станом на 12 січня 1989 року, становила 1 002 особи.
Станом на 5 грудня 2001 року, відповідно до перепису населення України, кількість мешканців сільської ради становила 732 особи.

## Склад ради
Рада складалась з 12 депутатів та голови.

### Керівний склад сільської ради
| ПІБ                            | Основні відомості | Дата обрання | Дата звільнення |
| ------------------------------ | --- | ------------ | --------------- |
| Ковалик Станіслав Дмитрович    | Сільський голова, 1958 року народження, освіта, член народної партії                                                                | 26.03.2006   | 31.10.2010      |
| Кравченко Леонід Феліксович    | Сільський голова, 1977 року народження, освіта вища, безпартійний                                                                   | 31.10.2010   | 25.10.2015      |
| Яблонський Володимир Дмитрович | Сільський голова, з 05.01.2017 року в.о.старости Квітневого старостинського округу, 1953 року народження, освіта вища, безпартійний | 25.10.2015   | 07.12.2020      |
| Духневич Олена Олександрівна   | Староста Квітневого старостинського округу, 1984 року народження, освіта вища, безпартійна                                          | 08.12.2020   |                 |

Примітка: таблиця складена за даними джерела

## Історія
Створена 1923 року, як Войташівська сільська рада, в складі с. Войташівка та хутора Каменці Кочерівської волості Радомисльського повіту Київської губернії. За іншими даними, в х. Каменці була створена окрема сільська рада. 16 січня 1923 року об'єднана з Царівською сільською радою. Відновлена 27 жовтня 1926 року, в складі с. Войташівка та хуторів Вовча Колона, Дача, Зуб'янці, Каменці, Крутеруччя і Сокирки Царівської сільської ради Коростишівського району. Станом на 1 жовтня 1941 року хутори Вовча Колона, Зуб'янці, Каменці, Круторуччя, Сокирки не перебувають на обліку населених пунктів.
7 червня 1946 року, відповідно до указу Президії Верховної ради Української РСР «Про збереження історичних найменувань та уточнення і впорядкування існуючих назв сільрад і населених пунктів Житомирської області», сільську раду перейменовано на Дубовецьку через перейменування її адміністративного центру на с. Дубовець.
Станом на 1 вересня 1946 року сільська рада входила до складу Коростишівського району Житомирської області, на обліку в раді перебувало с. Дубовець, х. Дача не перебуває на обліку населених пунктів.
11 серпня 1954 року, відповідно до указу Президії Верховної ради Української РСР «Про укрупнення сільських рад по Житомирській області», до складу ради приєднано села Борок, Хутір-Вільнянський та Радівка ліквідованої Хутір-Вільнянської сільської ради Коростишівського району. 11 січня 1960 року, відповідно до рішення Житомирського облвиконкому № 2 «Про зміни в адміністративно-територіальному поділі сільських рад в районах області», до складу ради включені села Антонівка, Браженець, Красилівка та Лазарівка ліквідованої Лазарівської сільської ради Коростишівського району.
8 квітня 1963 року, відповідно до рішення Житомирського ОВК № 158 «Про перейменування деяких сільських рад і населених пунктів в районах області», адміністративний центр ради, с. Дубовець, перейменовано на с. Квітневе з відповідним перейменуванням ради на Квітневу, с. Лазарівка об'єднане з с. Красилівка.
10 березня 1966 року, відповідно до рішення Житомирського ОВК № 126 «Про утворення сільських рад та зміни в адміністративному підпорядкуванні деяких населених пунктів області», села Борок, Радівка та Хутір-Вільнянський передані до складу відновленої Хутір-Вільнянської сільської ради. 5 жовтня 1970 року, відповідно до рішення ЖОВК № 502 «Про взяття на облік новоутворених поселень та зміни в адміністративному підпорядкуванні деяких населених пунктів області», до складу ради включене с. Царівка Козіївської сільської ради Коростишівського району.
На 1 січня 1972 року сільська рада входила до складу Коростишівського району Житомирської області, на обліку в раді перебували села Антонівка, Браженець, Квітневе, Красилівка та Царівка.
Припинила існування 5 січня 2017 року в зв'язку з об'єднанням до складу Коростишівської міської територіальної громади Коростишівського району Житомирської області.